# イブラヒム・バイェッシュ
イブラヒム・バイェッシュ・カミル・アル＝カバウイ（アラビア語: إبرَاهِيْم بَايَش كَامِل الْكَعْبَوِيّ、Ibrahim Bayesh Kamil Al-Kaabawi 、2000年5月1日-）は、イラク・バグダード出身のプロサッカー選手。イラク・プレミアリーグのアル・クウワ・アル・ジャウウィーヤ所属、ポジションはMF。トップ下やセントラルMFを主戦場としているが、左右のウイングも務めることがある。

## タイトル

### クラブ
アル・ザウラーSC
- イラク・プレミアリーグ：2017-18
- イラク・スーパーカップ：2017

アル・クウワ・アル・ジャウウィーヤ
- イラク・プレミアリーグ：2020-21
- イラクFAカップ：2020-21
- AFCカップ：2018

### 代表
イラク代表
- ガルフカップ：2023

### 個人
- ガルフカップ最優秀選手賞：2023
- ガルフカップ得点王：2023